# Marina Franzewna Kowaljowa

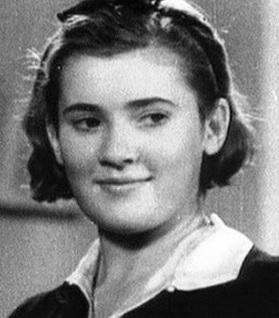
Marina Kowaljowa (1940)

Marina Franzewna Kowaljowa (russisch Марина Францевна Ковалёва; * 1. Januar 1923; † 30. Mai 2007 in Moskau) war eine sowjetische Schauspielerin.

## Herkunft
Marina Kowaljowa war die Tochter der Sängerin und Volkskünstlerin der RSFSR Olga Wassiljewna Kowaljowa (1881–1962) und des Architekten Franz F. Iwantschuk.
Die Mutter stammte aus dem Dorf Ljubowka, verließ ihr Elternhaus aber bereits als 16-Jährige, um eine Musikschule zu besuchen. Ihren Lebensunterhalt verdiente sie als Straßensängerin. Nach dem Abschluss am Konservatorium erhielt Olga Wassiljewna eine Stelle als Operndarstellerin, blieb aber aufgrund ihrer Herkunft stets eine Außenseiterin. Nachdem Mitrofan Jefimowitsch Pjatnizki auf sie aufmerksam wurde und für seine Gesangsgruppe (Pjatnizki-Chor) verpflichtete, kam sie nach Moskau. Hier wurde sie durch Chor- und Soloauftritte populär, v. a. für ihre Interpretationen russischer Volkslieder. Marina Franzewna veröffentlichte 1980 ein Biografie über ihre Mutter.
Franz Iwantschuk wurde 1936 aufgrund des Vorwurfs, ein Verbündeter Bucharins zu sein, aus der KPdSU ausgeschlossen. Er zog daraufhin in die Kasachische SSR und blieb dort für den Rest seines Lebens.

## Leben und Leistungen
Kowaljowas filmisches Schaffen begann 1938 mit dem Kinderfilm Семиклассники (Semiklassniki), nachdem ein Assistent des Regisseurs Jakow Protasanow in ihrer Schule auf sie aufmerksam geworden war. Zwei Jahre später spielte Kowaljowa in Timur und sein Trupp (1941) nach Arkadi Gaidars Roman die ältere Schwester der von Jekaterina Derewschtschikowa dargestellten Schena. Ihre Rolle wurde jedoch von Walentina Serowa synchronisiert. Noch im selben Jahr war Kowaljowa Hauptdarstellerin in Alexander Rous Das Wunderpferdchen. Da die Dreharbeiten in Jalta stattfanden, zog sie mit ihrer Mutter dorthin und beendete vor Ort auch die Schule. Die geplante Verlegung ihres Wohnsitzes in den Küstenort scheiterte aber am Ausbruch des Deutsch-Sowjetischen Krieges. Das Sojusdetfilmstudio, und damit auch Koraljowa, wurde vorübergehend in Stalinabad angesiedelt, wo sie in der Kriegsfilmreihe Боевой киносборник "Лесные братья" (Bojewoi kinosbornik „Lesnye bratja“, 1942) und in Клятва Тимура (Kljatwa Timura, 1942), der Fortsetzung von Timur und sein Trupp, zu sehen war. Parallel dazu arbeitete sie als Regieassistentin. 1943 kehrte Koraljowa kurzzeitig nach Moskau zurück und ging danach zur Truppenunterhaltung an die Front. Hier spielte sie in Simonows Stück Парень из нашего города (Paren is naschego goroda) und wurde auch Zeugin des Beginns der Schlacht bei Prochorowka. Aufgrund dessen musste sie erneut nach Moskau zurückkehren und trat dort 1944 in die Schauspielschule des Akademischen Staatstheaters ein. Zu ihren Lehrern gehörten Nina Nikolajewna Litowzewa und Pawel Wladimirowitsch Massalski. Ab 1948 trat sie im Jugendensemble des Theaters auf, verließ es jedoch aus familiären Gründen im Jahr 1955. In diese Zeit fallen auch drei weitere Filmrollen, u. a. in Das unvergeßliche Jahr 1919 (1951), in dem sie die Ehefrau des von Boris Andrejew dargestellten Hauptcharakters gab. Beide waren bereits in Der Fall von Berlin (1950) Filmpartner.
Nachdem Kowaljowa zwei Jahre bei ihrem Ehemann in Tigoschtschi im Oblast Welikije Luki lebte, zog sie kurzzeitig zurück nach Moskau, ging dann ans Gribojedow-Theater in Tiflis und letztlich ans Regionaltheater von Zelinograd. Nach der Beförderung und Versetzung ihres Mannes kehrte sie allein nach Moskau zurück. Der Rektor ihrer ehemaligen Schauspielschule, Wenjamin Sacharowitsch Radomyslenski verhalf ihr zunächst zu einer Stelle in der Abteilung für Bühnendekoration, danach fungierte Kowaljowa als Assistentin der Schauspielerin und Schauspiellehrerin Alla Konstantinowna Tarasowa (1898–1973). 1967 war sie in der Bühnenaufzeichnung Трагик (Tragik) letztmals im Film zu sehen. Zwei Jahre später begann Kowaljowa ein Engagement am Dramatheater des Oblast Gorki in Arsamas-16, das bis 1973 währen sollte. Danach erhielt sie erneut eine Stelle beim Akademischen Staatstheater, dieses Mal als stellvertretende Sekretärin des Parteikomitees für organisatorische Fragen. Trotz der problematischen Zusammenarbeit mit dem künstlerischen Leiter Oleg Efremow, den Kowaljowa bereits seit ihrer Ausbildung kannte, bekleidete sie diese Stelle bis zu ihrem Renteneintritt.
Im Ruhestand veröffentlichte Kowaljowa neben der Biografie über ihre Mutter auch Zeitungsartikel über Landwirtschaft und das Buch 40 писем с войны (40 pisem s woiny, dt.: 40 Briefe aus dem Krieg), in dem Briefe, die ihr der spätere Regisseur, Drehbuchautor und Theaterdarsteller Semjon Isajewitsch Tumanow während des Krieges schrieb, wiedergegeben sind. Zudem beschäftigte sie sich intensiv mit dem Leben Anton Tschechows.
Kowaljowa starb 84-jährig in Moskau und wurde auf dem Nikolo-Archangelsk-Friedhof beigesetzt.

## Privates
Kowaljowa war in erster Ehe mit dem Regisseur, Drehbuchautor und Dramaturgen Leonid Danilowitsch Agranowitsch (1915–2011), einem späteren Träger des Staatspreises der UdSSR verheiratet, die Beziehung war jedoch nur von kurzer Dauer. Danach heiratete sie Ramas Mtschedlidse, den Sohn der vielfach prämierten Volkskünstlerin und Schauspielerin Wera Alexandrowna Dawidowa (1906–1993) und des Schauspielers und Bassisten Dmitri Semenowitsch Mtschedlidse (1904–1983), dem Leiter des Georgischen Opern- und Balletthauses. Ramas Mtschelidse war Parteifunktionär und wurde in den 1960er Jahren mit dem Aufbau der Kolchose Krasny Majak in Tigoschtschi beauftragt, woraufhin es zum Umzug des Ehepaares dorthin kam. Er fungierte als Sekretär des örtlichen Parteikomitees und war außerdem Bibliotheksleiter.
Kowaljowas erstes Kind, ihr Sohn Aljoscha, wurde 1944 geboren. Aufgrund ihrer Ausbildung kümmerte sich überwiegend Olga Kowaljowa um ihn. Er studierte später ebenfalls beim Akademischen Staatstheater und arbeitete für das Lenkom- und das Stanislawski-Theater. Mit seiner Frau, der Schauspielerin Schanna Arkadjewna Wladimirskaja zog er später in die Vereinigten Staaten.
Aus ihrer zweiten Ehe gingen die Tochter Olga und der Sohn Teimuras hervor. Beide wurden auch überwiegend von ihren Großeltern aufgezogen. Olga studierte später in Tiflis und wurde Russischlehrerin an einer georgischen Schule. Teimuraz studierte Physik und Mathematik und war beruflich in Japan, Schweden und Deutschland aktiv. Über ihn hatte Kowaljowa auch drei Enkelkinder.
Im Alter erlitt sie einen Schlaganfall, woraufhin ihre rechte Hand teilweise gelähmt blieb.

## Ehrungen
Für ihre Rolle in Der Fall von Berlin erhielt Kowaljowa 1950 den Stalinpreis, 1978 wurde sie zur Verdienten Kulturschaffenden der RSFSR ernannt. Ihr Leben war auch Gegenstand des 2010 erschienenen Dokumentarfilmes Настоящая советская девушка (Nastojaschtschaja sowetskaja dewuschka).

## Filmografie
- 1938: Семиклассники (Semiklassniki)
- 1941: Timur und sein Trupp (Timur i ego komanda)
- 1941: Das Wunderpferdchen (Konjik-Gorbunok)
- 1942: Клятва Тимура (Kljatwa Timura)
- 1942: Боевой киносборник "Лесные братья" – Лесные братья (Bojewoi kinosbornik „Lesnye bratja“ – Lesnye bratja)
- 1942: Боевой киносборник "Лесные братья" – Смерть бати (Bojewoi kinosbornik „Lesnye bratja“ – Smert bati)
- 1944: Soja
- 1950: Der Fall von Berlin (Padenije Berlina)
- 1951: Das unvergeßliche Jahr 1919 (Nesabywajemy 1919 god )
- 1951: Прощай, Америка! (Proschtschai, Amerika!)
- 1958: Poem vom Meer (Poema o more)
- 1959: День последний, день первый (Den posledni, den perwy)
- 1967: Трагик (Tragik)